# Tarok (hest)
 For alternative betydninger, se Tarok. (Se også artikler, som begynder med Tarok)
Tarok ("Dannebrog på fire ben" født 8. februar 1972, død 30. januar 1981) var en travhest, som fra 1975 til 1980 var den mest populære hest i Danmark. Tarok vandt 111 løb af 165 starter,  en sejrsprocent på 67.
Tarok indkørte 2,8 millioner danske kroner. Tarok er en af de mest betydningsfulde travheste i dansk travsports historie, fordi den bragte travsporten ind i stuerne hos "Hr. og Fru Danmark". Den var avlet af hingsten Pay Dirt og hoppen Tina Virup og blev kørt af Jørn Laursen. Ejer og træner til hesten var Jørn Laursens far, Karl Laursen fra Stald Kima. 
Tarok vandt bl.a. Dansk Trav Derby i 1976 på Charlottenlund Travbane og EM for femårige i 1977.

## Popularitet
Hesten blev folkeeje og var en publikumsmagnet af hidtil ukendte dimensioner, når den gæstede landets baner. Da den i efteråret 1977 startede første gang Skovbo Travbane, var der kilometerlange køer til banen, og sådan var det overalt i landet.
Tarok havde sin egen fanklub, indkøbsforeningen Barntex fik fremstillet bukser, T-shirt, jakker osv. med Taroks navn. Hesten blev udnævnt til æresborger i Sundsøre Kommune.
Mindet om legenden holdes stadig i live. Siden 1985 er Tarok æret ved sit eget travløb på Charlottenlund Travbane.

## Avlshingst
Tarok var også en meget populær avlshingst, der dog med sin alt for tidlige død kun nåede at få 53 afkom fordelt på tre årgange.

## Afstamning
Tarok var efter Pay Dirt, en hingst efter Florican, hvis succes i dansk traveravl med fem derbyvindere er historisk. Moderen var Tina Virup, en halvtovlig hoppe Karl Laursen havde købt for 5.000 kroner. Tarok var hendes 9. føl. Som alle hendes føl lå Tarok forkert, og det var med stort besvær at Laursen og dyrlægen fik ham ud.

## VM
Omkring 700 fans fulgte med Tarok og familien Laursen til USA, da den startede i VM på Roosevelt Raceway i 1977. Sidste start før VM var "VM-testen" i Billund, og der kom så mange tilskuere til den sydjyske bane, at politiet i Danmarks Radio bad folk om at holde sig væk fra Billund, fordi der var kilometerlange køer i alle retninger.
Delfo fra Italien vandt VM, og Tarok tabte efter kuskens mindre heldige styring og en omdiskuteret omstart.

## Taroks død
Tarok døde 30. januar 1981 som følge af Baron Gruff-virussen, en tarmsygdom opkaldt efter en svensk travhest, der som den første fik sygdommen diagnosticeret.[kilde mangler] Sygdommen var kortvarig og hård. Først tre dage inden Taroks død fandt man ud af, at den var syg. Familien Laursen valgte at begrave Tarok hjemme på gården Hagenshøj (ved foden af bronzealdergravhøjen af samme navn) samme nat, han døde. Hagenshøj ligger ved Furvej 42 og 52, 6 km nord for Skive. Da Tarok var død, indledtes TV-avisen på DR med ordene:
"Dannebrog på fire ben er død..."

## Film
I 2013 producerede Regnar Grasten filmen Tarok med Anne-Grethe Bjarup Riis som instruktør. Filmen havde gallapremiere den 20. oktober 2013 i Skive og Danmarkspremiere den 31. oktober 2013.
Nu blev foreningen Tarok Skive stiftet, og i april 2014 åbnede Tarokmuseet i Taroks gamle stald på Hagenshøj. Museet lukkede den 31. oktober 2019, efter at det ikke lykkedes at få lejekontrakten forlænget med ejerne af Hagenshøj.

## Eksterne kilder og henvisninger
1. ↑  Ulrik Pedersen (21. januar 2021). "Det gav vrede læsere". Travet.dk. Hentet 25. januar 2021.
2. ↑  "Tarok Museet lukker - men mindet om Dannebrog på fire ben lever videre". tvmidtvest.dk. 10. juli 2019. Arkiveret fra originalen 15. oktober 2019. Hentet 25. januar 2021.
3. ↑  Stald Kima, Hagenshøj, Tarok m.fl. 1974 - 2018 Sundsøre Lokalhistoriske via Arkiv arkiv.dk hentet 14. juli 2019
4. ↑  Hjemmeside for Skive travbane (Webside ikke længere tilgængelig)
5. ↑  Jacob Wendt Jensen (27. oktober 2013). "Tarok - næsten et menneske". BT. I to dage efter begravelsen kørte der et langsomt optog af biler forbi marken, hvor Tarok var begravet for at sende ham en sidste hilsen. Karl Laursen døde i 1995 og hans kone i 2005, og de er begge to begravet ved siden af hestens grav
6. ↑  HANNE WÜRTZ (23. november 2013). "I Taroks hovspor". Jyllands-Posten. ved foden af gravhøjen Hagenshøj ligger Tarok, Karl og Elisabeth begravet

- Tarok -  Dannebrog på fire ben (Webside ikke længere tilgængelig) på fantastiskeheste.dk